# Franz Pfanner
Franz Pfanner (Langen bei Bregenz, 21 settembre 1825 – Emmaus, 24 maggio 1909) è stato un missionario austriaco dell'Ordine dei Cistercensi della Stretta Osservanza, fondatore del monastero di Mariannhill (in Sudafrica) e delle congregazioni dei Missionari di Mariannhill e delle Missionarie del Preziosissimo Sangue.

## Biografia
Dopo gli studi compiuti tra Feldkirch, Innsbruck, Padova e Bressanone, nel 1850 venne ordinato sacerdote ed entrò tra i trappisti del monastero di Mariawald nel 1863: nel 1866 si trasferì nell'abbazia delle Tre Fontane a Roma. Nel 1869 fondò il monastero di Mariastern a Banja Luka, in Bosnia, elevato ad abbazia nel 1879.
Nel 1879 dal vicariato apostolico del Capo di Buona Speranza arrivò un invito ai trappisti per organizzare una missione per evangelizzare le popolazioni indigene: l'abate Pfanner accolse entusiasticamente l'invito e nel 1880 arrivò a Dunbrody, in Sudafrica, e fondò il monastero di Mariannhill, presso Pinetown, nel Natal, e nel 1885 ne divenne abate.
Il metodo missionario di Pfanner ebbe un grande successo, ma il rigore della regola cisterciense ostacolava l'attività di evangelizzazione dei monaci; per questo nel 1909 il monastero venne reso indipendente dall'ordine trappista, dando origine alla Congregazione dei Missionari di Mariannhill.
Dal 1893 Pfanner aveva lasciato Mariannhill per la missione di Emmaus: morì pochi mesi prima che la Santa Sede desse il suo assenso alla nuova congregazione.